# Aplocera musculata
Aplocera musculata là một loài bướm đêm trong họ Geometridae.